# Tschechische Badminton-Mannschaftsmeisterschaft 2008
Die Tschechische Badminton-Mannschaftsmeisterschaft der Saison 2007/2008 gewann das Team von TJ Sokol Dobruška.

## Vorrunde
| Platz | Mannschaft                           | Spiele | Siege | Remis | Niederlagen | Spielverh.    | Punkte |
| ----- | ------------------------------------ | ------ | ----- | ----- | ----------- | ------------- | ------ |
| 1.    | BK 1973 Deltacar Benátky nad Jizerou | 7      | 6     | 1     | 0           | 44-12         | 20     |
| 2.    | Sokol Radotín Meteor OTEC Praha      | 7      | 6     | 1     | 0           | 42-14         | 20     |
| 3.    | Sokol Brno-Jehnice                   | 7      | 5     | 0     | 2           | 32-24         | 17     |
| 4.    | Sokol Dobruška                       | 7      | 3     | 1     | 3           | 31-25         | 14     |
| 5.    | SKB Český Krumlov                    | 7      | 2     | 1     | 4           | 26-30         | 12     |
| 6.    | Astra ZM Praha                       | 7      | 1     | 2     | 4           | 19-37         | 11     |
| 7.    | SK Prosek Praha                      | 7      | 0     | 2     | 5           | 15-41 (40-86) | 9      |
| 8.    | Slavia TU Liberec                    | 7      | 0     | 2     | 5           | 15-41 (37-85) | 9      |

## Play-off-Endstand
| Platz | Mannschaft                           |
| ----- | ------------------------------------ |
| 1.    | Sokol Dobruška                       |
| 2.    | Sokol Radotín Meteor OTEC Praha      |
| 3.    | BK 1973 Deltacar Benátky nad Jizerou |
| 4.    | Sokol Brno-Jehnice                   |
| 5.    | SKB Český Krumlov                    |
| 6.    | Astra ZM Praha                       |
| 7.    | SK Prosek Praha                      |
| 8.    | Slavia TU Liberec                    |